# Arrondissement Morlaix
Arrondissement Morlaix je francouzský arrondissement ležící v departementu Finistère v regionu Bretaň. Člení se dále na 10 kantonů a 60 obcí.

## Kantony
- Landivisiau
- Lanmeur
- Morlaix
- Plouescat
- Plouigneau
- Plouzévédé
- Saint-Pol-de-Léon
- Saint-Thégonnec
- Sizun
- Taulé